# Via delle Botteghe Oscure
Cet article concerne la rue de Rome. Pour le livre de Patrick Modiano, voir Rue des Boutiques obscures.

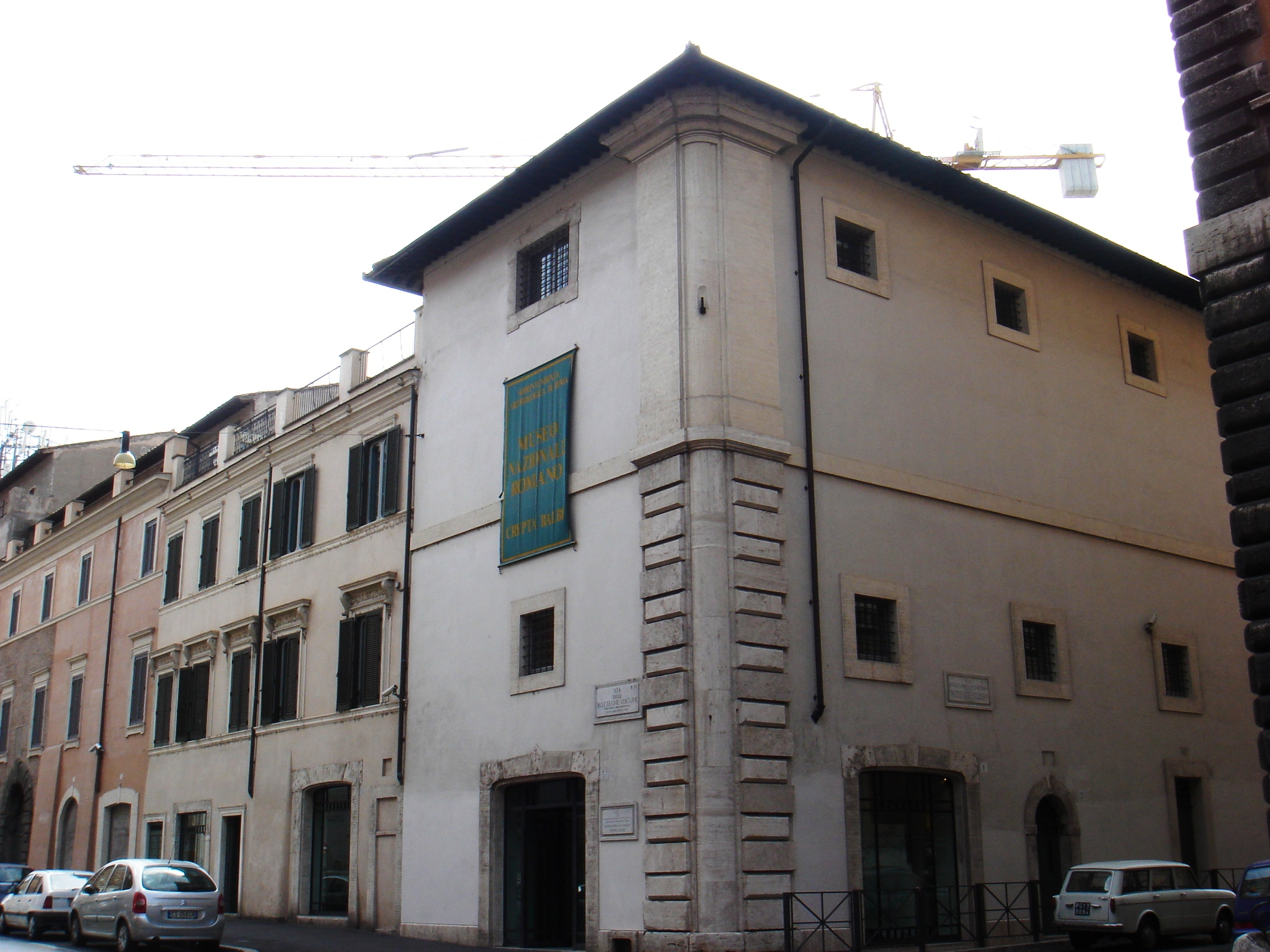
Via delle Botteghe Oscure et la Crypta Balbi

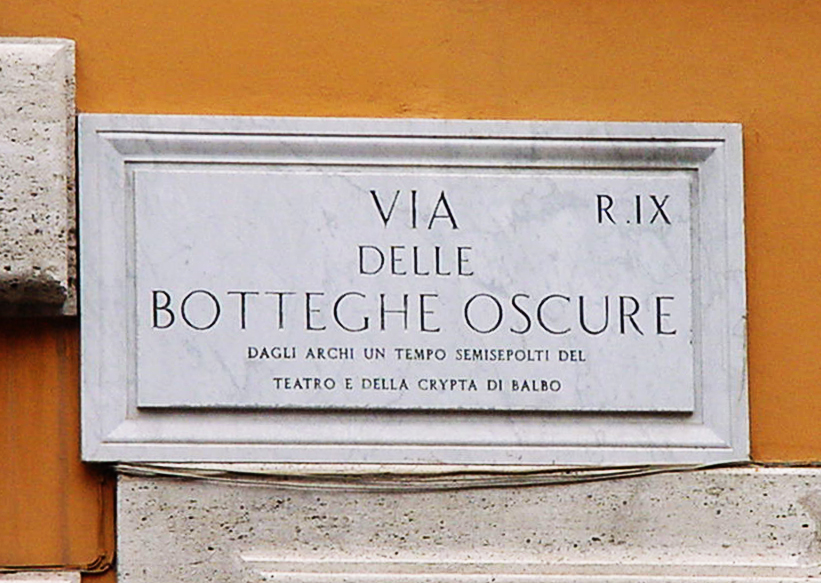
Plaque signalétique Via delle Botteghe Oscure

Via delle Botteghe Oscure  (« Rue des Boutiques obscures ») est une rue de Rome qui sépare les  rioni de Sant'Angelo et Pigna. Elle relie la via dell'Aracoeli à piazza Calcari

## Histoire
Le nom Via delle Botteghe Oscure est issu des nombreuses activités commerciales et artisanales qui étaient exercées dans des locaux sans fenêtres donc « obscures » (latin : Ad Apothecas Obscuras), qui pendant le Moyen Âge se situaient dans les ruines du  théâtre de Balbus  (latin : Theatrum Balbi). Néanmoins, une plaque signalétique précise que la rue doit son nom  « aux arcs autrefois semi-enterrés du théâtre et de la crypte Balbo ».
Après la Seconde Guerre mondiale, la rue devient notoire, car le numéro 5 est choisi pour abriter le siège du Parti communiste italien (surnommé le Bottegone (« Grande boutique »). 
Au numéro 31 de la rue se trouve l'entrée du musée de la Crypta Balbi. 
En face du numéro 32, se trouve l'entrée du  Palais Mattei Caetani, qui depuis 1963 est le siège de la Fondation Camillo Caetani. Cet immeuble a été, entre 1948 et 1960, le siège de la rédaction de la revue littéraire cosmopolite Botteghe Oscure, dirigée par Marguerite Caetani et Giorgio Bassani.

## Littérature
La rue est citée dans le roman Rue des Boutiques obscures, sixième roman de Patrick Modiano paru le 5 septembre 1978, récompensé la même année par le prix Goncourt.

## Cinéma
Dans Don Camillo Monseigneur, sur la carte de visite que tend Peppone à Don Camillo, on peut voir que le bureau de Peppone, sénateur communiste, se trouve Via delle Botheghe Oscure, où se trouve le siège du Parti communiste italien.

## Monuments
La rue comporte divers monuments :
- Hospice et église Santo Stanislao dei Polacchi
- Porticus Minucia
- Couvent Santa Maria in Castro Aureo
- Crypta Balbi
- Palazzo Ginnasi
- Palazzo Mattei Caetani
- Édicule Madonna delle Botteghe Oscure